# Крокетт (Каліфорнія)
Крокетт (англ. Crockett) — переписна місцевість (CDP) в США, в окрузі Контра-Коста штату Каліфорнія. Населення — 3242 особи (2020).

## Географія
Крокетт розташований за координатами 38°3′7″ пн. ш. 122°13′13″ зх. д. / 38.05194° пн. ш. 122.22028° зх. д. (38.051939, -122.220151).  За даними Бюро перепису населення США в 2010 році переписна місцевість мала площу 2,75 км², уся площа — суходіл.

## Демографія
Згідно з переписом 2010 року, у переписній місцевості мешкали 3094 особи в 1446 домогосподарствах у складі 797 родин. Густота населення становила 1127 осіб/км².  Було 1649 помешкань (601/км²).
Расовий склад населення:
| - 79,8 % — білих - 4,7 % — чорних або афроамериканців - 3,5 % — азіатів - 1,0 % — корінних американців - 0,8 % — вихідців з тихоокеанських островів - 4,0 % — осіб інших рас |

До двох чи більше рас належало 6,3 %. Частка іспаномовних становила 15,8 % від усіх жителів.
За віковим діапазоном населення розподілялося таким чином: 14,9 % — особи молодші 18 років, 70,1 % — особи у віці 18—64 років, 15,0 % — особи у віці 65 років та старші. Медіана віку мешканця становила 45,7 року. На 100 осіб жіночої статі у переписній місцевості припадало 95,9 чоловіків;  на 100 жінок у віці від 18 років та старших — 95,6 чоловіків також старших 18 років.
Середній дохід на одне домашнє господарство  становив 89 861 долар США (медіана — 77 250), а середній дохід на одну сім'ю — 108 059 доларів (медіана — 100 590). Медіана доходів становила 75 648 доларів для чоловіків та 54 344 долари для жінок. За межею бідності перебувало 9,7 % осіб, у тому числі 13,1 % дітей у віці до 18 років та 6,3 % осіб у віці 65 років та старших.
Цивільне працевлаштоване населення становило 1666 осіб. Основні галузі зайнятості: освіта, охорона здоров'я та соціальна допомога — 18,4 %, виробництво — 17,6 %, роздрібна торгівля — 10,2 %, науковці, спеціалісти, менеджери — 8,8 %.